# Skånes kommuner (kommunförbund)
Skånes Kommuner är ett kommunförbund för de 33 kommunerna i Skånes län. Verksamheten startades 1966 som kommunförbunden Kristianstads län och Malmöhus län. Kommunförbundet bildades 1998 i och med sammanslagningen av de tidigare två kommunförbunden. Den 2 oktober 2020 bytte Kommunförbundet Skåne namn till Skånes Kommuner.
Organisationen är politisk styrd genom representanter från de 33 medlemskommunerna. Förbundsmötet är det högsta beslutande organet och består av 211 ledamöter och lika många ersättare, valda av Skånes 33 kommuner. Vart fjärde år utser förbundsmötet Skånes Kommuners styrelse. Styrelsen beslutar om förbundets arbete, budget och större projekt. Patric Åberg (M), Östra Göinge kommun, är sedan den 10 maj 2019 ordförande. Vice ordförande är Leif Sandberg (C), Tomelilla kommun, och andre vice ordförande är Johan Andersson (S), Eslövs kommun.  
Skånes Kommuners uppdrag är att:

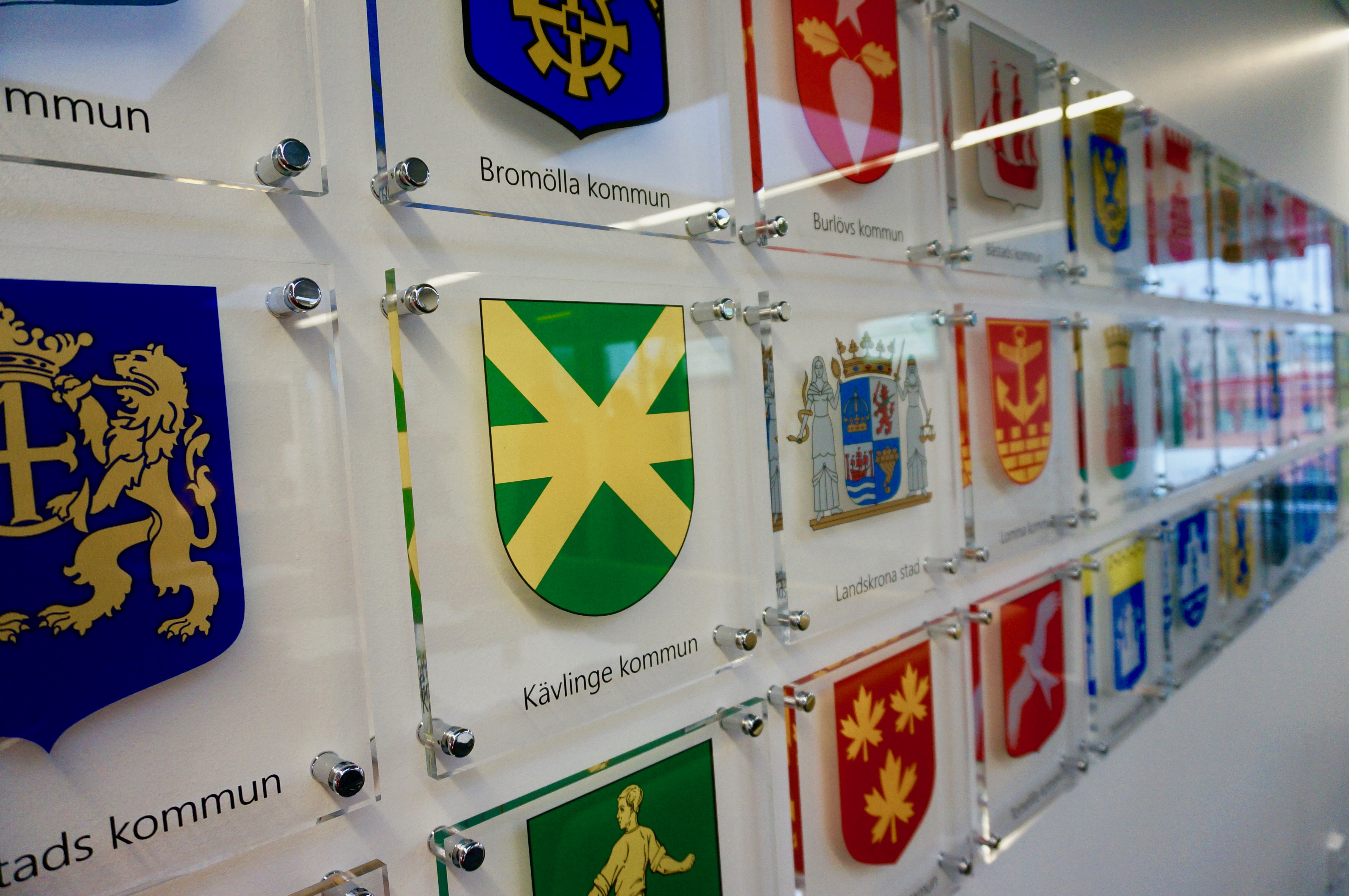
Skånska kommunvapen på väggen i lokalerna på Skånes Kommuner

- Vara en samlande kraft och en enad röst för medlemskommunerna. Förbundet ska hålla samman Skånes kommuner och vara en samlad röst i relation till region och stat. Tillsammans med Region Skåne och Länsstyrelsen Skåne ska förbundet arbeta för ett sammanhållet Skåne.
- Bedriva aktiviteter som skapar värde för medlemskommunerna. Förbundet ska ha fokus på arbete där det skapar värde att vara 33 kommuner. Exempel på detta är förhandlingar av avtal, frågor där kommungränser kan utgöra ett hinder för medborgarna eller när det finns stordriftsfördelar (exempelvis vid upphandlingar och utbildningar). Initiativen ska vara sanktionerade av kommunledningarna i medlemskommunerna.
- Främja strategisk samverkan mellan medlemskommunerna. Förbundet ska främja samverkan mellan de skånska kommunerna genom strategiska nätverk som har tydliga uppdrag från kommunledningarna. Nätverken kan vara antingen permanenta eller tillfälliga för att lösa en specifik uppgift.

Exempel på kommungemensamma aktiviteter som Skånes kommuner driver:
- Hälso- och sjukvårdsavtalet[6]
- Gymnasieavtalet
- Skånes kommuner genomför ett antal samordnade upphandlingar för framförallt de skånska kommunerna men även för kommunala bolag och i vissa fall även kommuner i angränsande län.